# Македония в образи
„Македония в образи“ e пространен фото-документален труд, отстояващ българския етнически характер и идеята за автономия на Македония. Излиза от печат в София през 1919 г.
Издаден е от Тодор Александров и Любомир Милетич с помощта на Георги Палашев, Христо Матов, А. Томалевски и Трайко Благоев. Голяма част от всичките 486 снимки са дело на Любомир Милетич, заснети при негова експедиция в Македония през 1916 година. Останалите са събрани от македонската емиграция в България.
През 2010 година албумът е преиздаден фототипно от издателство „Анико“.